# 도시괴담 데자뷰
도시괴담 데자뷰는 한국에서 제작된 박희상, 차성욱 감독의 2007년 드라마이다. 박상면 등이 주연으로 출연하였다. 총 8편으로 구성되어 있는 시즌 1 드라마이다. 이후로 도시괴담 데자뷰 2(2007년), 도시괴담 데자뷰 3(2008년) 등의 시즌이 추가 방영되었다.

## 출연
- 박상면 : 스토리텔러 역

### 1화: 초인종
- 허영란
- 최규환
- 백찬기

### 2화: 문자메시지 6969
- 김승민
- 용선희
- 백은아
- 유경아

### 3화: 동창생
- 정시아
- 루루

### 4화: 낙태
- 이언정
- 여욱환
- 주석태

### 5화: 복수
- 김혜나
- 홍여진
- 강성민

### 6화: 금지된 게임
- 최민
- 박선우

### 7화: 거울
- 이지훈
- 이현주
- 이의정
- 하영

### 8화: 고양이
- 구대환
- 민서현
- 이선영
- 이장우